# Сьвецехув-Подуховни
Сьвецехув-Подуховни (пол. Świeciechów Poduchowny) — село в Польщі, у гміні Аннополь Красницького повіту Люблінського воєводства.
Населення — 200 осіб (2011).
У 1975-1998 роках село належало до Тарнобжезького воєводства.

## Демографія
Демографічна структура станом на 31 березня 2011 року:
|          | Загалом | Допрацездатний вік | Працездатний вік | Постпрацездатний вік |
| -------- | ------- | ------------------ | ---------------- | -------------------- |
| Чоловіки | 98      | 18                 | 58               | 22                   |
| Жінки    | 102     | 7                  | 53               | 42                   |
| Разом    | 200     | 25                 | 111              | 64                   |